# Cyphonetria thaia
Cyphonetria thaia là một loài nhện trong họ Linyphiidae. Chúng được Alfred Frank Millidge miêu tả năm 1995, và chỉ được tìm thấy ở Thái Lan.